# Salaire minimum agricole garanti (Maroc)
Le salaire minimum agricole garanti au Maroc est égal à 69,73 DH par jour depuis le 1er juillet 2015.
Il est passé de 66,56 DH le 1er juillet 2014 à 69,73 DH le 1er juillet 2015, soit une augmentation de 4,76 % en un an.
Il ne faut pas le confondre avec l'ancien SMAG (salaire minimum agricole garanti) en France, qui était inférieur au SMIG.